# Золотухин, Александр Николаевич (генерал)
Алекса́ндр Никола́евич Золоту́хин (1819—1885/1886) — русский генерал, участник Крымской войны и русско-турецкой войны 1877—1878 гг.

## Биография
Происходил из дворян Московской губернии. Родился 2 (14) июля 1819 года в семье Николая Фёдоровича Золотухина (ум. 29.09.1831); мать, Прасковья Ильинична — из купеческого сословия. 
Окончил курс в 1-м Московском кадетском корпусе; 8 августа 1839 года он был произведён в прапорщики и назначен в 17-ю артиллерийскую бригаду, откуда в 1844 году был переведён в 14-ю артиллерийскую бригаду.
С этого времени началась боевая служба Золотухина, сперва в экспедициях против непокорных горцев (в Чеченском отряде, 1844—1845 гг.), затем в заграничных походах в Дунайских княжествах (1849—1850 гг.) и, наконец, в Крыму (1854—1855 гг.), причём он находился в Севастополе во время первого бомбардирования этого города 5 октября 1854 г. В это время Золотухин, будучи штабс-капитаном, неоднократно командовал батареей, выказав при этом немало мужества, хладнокровия и распорядительности. За отличия, выказанные при вылазке в первой дистанции оборонительной линии Севастополя, он был пожалован орденом св. Владимира 4-й степени с мечами и бантом, а за таковое же отличие в сражении при Чёрной речке 4 августа 1855 года произведён в капитаны.
В 1856 году Золотухин был назначен командующим лёгкой № 6 батареей 3-й гренадерской артиллерийской бригады и в 1859 году утверждён в должности командира её. Назначенный в 1877 году командующим 3-й артиллерийской бригадой, он принял участие в русско-турецкой войне 1877—1878 гг., состоя сперва в отряде князя Имеретинского, а затем в Ловче-Сельвинском и Трояновском отрядах, причём за отличия при взятии Ловчи пожалован был золотой саблей с надписью «За храбрость», за участие в делах под Плевной награждён орденами св. Владимира 3-й степени с мечами и 2 июня 1878 года за отличие при овладении с боя Трояновским перевалом и взятии Орлинского гнезда произведён в генерал-майоры (со старшинством от 29 декабря 1877 года).
Участие Золотухина в 4-х кампаниях не могло не отразиться на его здоровье, которое особенно заметно пошатнулось по возвращении в 1878 году из Европейской Турции. Однако он оставался в строю до самой своей смерти, последовавшей 24 декабря 1885 (5 января 1886) года в Москве. Был похоронен в Троице-Сергиевой лавре; там же — старший сын Сергей (03.07.1861—30.01.1887) и жена Екатерина Петровна (16.10.1838—28.12.1886). У них были ещё дети: Мария (16.05.1862—?), Александр (31.10.1866—?), Виктор (14.06.1868—?). 
Среди прочих наград Золотухин имел ордена Св. Станислава 1-й степени (1880 год) и Св. Анны 1-й степени (1884 год).